# Das Lehrerzimmer
Das Lehrerzimmer is een Duitse film uit 2023, geregisseerd en mede geschreven door İlker Çatak.

## Verhaal
De lerares Carla Nowak (Leonie Benesch) valt vooral op door haar idealisme. Op eigen houtje probeert ze een reeks diefstallen op haar school op te lossen.

## Rolverdeling
| Acteur               | Personage          |
| -------------------- | ------------------ |
| Leonie Benesch       | Carla Nowak        |
| Michael Klammer      | Thomas Liebenwerda |
| Rafael Stachowiak    | Milosz Dudek       |
| Anne-Kathrin Gummich | Dr. Bettina Böhm   |
| Eva Löbau            | Friederike Kuhn    |

## Productie
Das Lehrerzimmer is de vierde speelfilm van regisseur İlker Çatak. Hij schreef het script samen met Johannes Duncker, geïnspireerd op de schooldagen van beiden, die ze bespraken tijdens een vakantie die ze samen doorbrachten. Vanaf de achtste klas ging Çatak naar een school in Turkije, waar hij zelf getuige was van een geval vergelijkbaar met dat in de film, waarbij de leraar de portemonnees van leerlingen lichtte. Een schoonmaakster in de familie stal ooit van zijn ouders. Dunckers zus werkte op haar beurt als wiskundeleraar op een school waar diefstallen hadden plaatsgevonden in de lerarenkamer. In de veronderstelling dat hij op het spoor was van een spannend verhaal, reisde Çatak naar zijn voormalige middelbare school in Berlijn, waar hij bij het project werd ondersteund door zijn schooldirecteur. Naast de zus van Duncker voerden beide auteurs gesprekken met een tiental mensen uit de onderwijssector, waaronder leraren, schooldirecteuren, schoolpsychologen en sportleraren, die het auteursduo vertrouwd maakten met teambuildingmaatregelen. Çatak merkte dat vooral het soort communicatie was veranderd ten opzichte van zijn schooltijd. Met behulp van instant messaging-diensten zoals WhatsApp konden ouders sneller met elkaar communiceren en problemen aanpakken. De directeur had ook het gevoel dat ouders vandaag de dag met een ander niveau van zelfvertrouwen zouden handelen. Dat merkte hij vooral bij kinderen die naar een 'betere' school werden gestuurd.

## Release en ontvangst
Das Lehrerzimmer ging op 18 februari 2023 in première op het Internationaal filmfestival van Berlijn. De film kreeg positieve kritieken van de filmcritici, met een score van 100% op Rotten Tomatoes, gebaseerd op 33 beoordelingen. De film kreeg zeven nominaties voor de Deutscher Filmpreis, waarvan er vijf gewonnen werden en werd geselecteerd als Duitse inzending voor de beste niet-Engelstalige film voor de 96ste Oscaruitreiking en werd genomineerd.

## Prijzen en nominaties
De belangrijkste:
| Jaar | Prijs                    | Categorie           | Genomineerde(n)               | Uitslag     |
| ---- | ------------------------ | ------------------- | ----------------------------- | ----------- |
| 2024 | Premios Goya             | Beste Europese film | Beste Europese film           | Genomineerd |
| 2023 | 36e Europese Filmprijzen | Beste scenario      | İlker Çatak, Johannes Duncker | Genomineerd |
| 2023 | 36e Europese Filmprijzen | Beste actrice       | Leonie Benesch                | Genomineerd |
| 2023 | Deutscher Filmpreis      | Beste film          | Beste film                    | Gewonnen    |
| 2023 | Deutscher Filmpreis      | Beste regie         | İlker Çatak                   | Gewonnen    |
| 2023 | Deutscher Filmpreis      | Beste scenario      | İlker Çatak, Johannes Duncker | Gewonnen    |
| 2023 | Deutscher Filmpreis      | Beste actrice       | Leonie Benesch                | Gewonnen    |
| 2023 | Deutscher Filmpreis      | Beste camerawerk    | Judith Kaufmann               | Genomineerd |
| 2023 | Deutscher Filmpreis      | Beste kostuums      | Gesa Jäger                    | Gewonnen    |
| 2023 | Deutscher Filmpreis      | Beste muziek        | Marvin Miller                 | Genomineerd |